# Atentado terrorista de California 47
El atentado de California 47 fue un atentado terrorista cometido en Madrid el 26 de mayo de 1979 por la organización terrorista Grapo en la famosa cafetería California 47, situada en la céntrica calle Goya de la capital.

## Sucesos
Miembros de los GRAPO, brazo armado del Partido Comunista de España (reconstituido), eligieron una céntrica y famosa cafetería madrileña para cometer una matanza. Un sábado por la tarde, el 26 de mayo de 1979, en horario de máxima afluencia de clientes, activistas de la banda colocaron un potente artefacto explosivo en el interior de la misma. A las 18:55 hizo explosión la bomba. Fueron asesinadas 9 personas y otras 61 fueron heridas, muchas de ellas de gravedad. Los daños materiales en el local fueron cuantiosos, quedando destruido y calcinado en su interior.

## Juicio
En el verano de 1981 se celebró el juicio en la Audiencia Nacional. Los terroristas José María Sánchez Casas y Alfonso Rodríguez García fueron condenados a 270 años de cárcel por su implicación como autores del atentado. Fueron condenados por 9 homicidios, 22 delitos de lesiones graves, 10 de lesiones menos graves y 27 de lesiones leves. Asimismo fueron condenados a pagar 150 millones de pesetas en indemnizaciones. También fueron procesados 2 miembros más, Mercedes Herranz Arcones y Juan Manuel Pérez Hernández, siendo este último condenado a 8 años por colaboración.

## Polémicas
Los GRAPO nunca reconocieron la autoría del atentado, afirmando que fue perpetrado por grupos de extrema derecha y parapoliciales. El modus operandi no era el de los GRAPO, al igual que el explosivo, Goma 2, no era el usado por la organización, sino que era el usado por la extrema derecha (amonita).

## Polémicas posteriores
En el año 2011, la serie de TVE Cuéntame relató los sucesos de este atentado, con lo cual se generó una gran polémica social. En el guion del capítulo daban a entender que la matanza de la cafetería California no había sido perpetrada por los GRAPO, sino por grupos a los que se referían como "los fascistas". Asimismo, trataban de desmarcar a los GRAPO de su ideología socialista, relatando que "no son de izquierdas".